# Lucía Sosa
Lucía de Lourdes Sosa Robinzon (6 de febrero de 1957) es una profesora, ingeniera y política ecuatoriana, que fue prefecta de la provincia de Esmeraldas y  alcaldesa de la ciudad homónima.

## Biografía
Inició su educación en el Rafael Palacios de Esmeraldas donde completó su educación primaria. Pasaría por los colegios Margarita Cortez y Normal Luis Vargas Torres, siendo en el último que conseguiría el título de Bachiller en Ciencias de la Educación. En la Universidad Técnica Luis Vargas Torres obtendría la licenciatura en Política y Economía, y luego el título de ingeniera comercial.

## Vida política
Se inició en la política en la etapa colegial. Se desempeñó el magisterio durante 27 años. Sosa se considera maestra vanguardista. A través de la presidencia y vicepresidencia del Fondo de Cesantía del Magisterio Ecuatoriano (FCME) realizó obras como fueron las 250 viviendas entregadas, que la llevó a ascender en la política.
Sería en las elecciones 2004 como candidata a la Prefectura de Esmeraldas por el Movimiento Popular Democrático (MPD), que logró romper con la hegemonía de más de ocho años del Partido Roldosista Ecuatoriano (PRE), cuando en esas elecciones 47.579 votantes la escogieron como su prefecta.

### Prefectura de Esmeraldas
El 5 de enero de 2005 asume la prefectura de Esmeraldas desde donde ha realizado obras como son: vías, puentes y sistemas de riego en el sector rural de la provincia indicando que ha impulsado la participación ciudadana dentro estas obras y la elaboración del presupuesto.
Fue reelecta en las elecciones de 2009 con 89,260 votos, aunque no terminaría el periodo tras ser cesada por la Corte Constitucional y reemplazada por Rafael Erazo en el 2013. Durante ese lapso formó parte de la conformación de la Mancomunidad del Norte el 21 de enero de 2011, cuya presidencia asumirá más tarde en el 2013 y 2017; y vicepresidencia en el 2012 y 2016 en representación de Esmeraldas.  A la vez que se opondría a la integración de La Concordia a Santo Domingo de los Tsachilas.
Tras las elecciones de 2014, volvió a la prefectura al ganar el proceso, aún con la repetición de las elecciones en dos parroquias de Muisne que presentaron desmanes y fueron suspendidas en el día que estaban previstas. Tras el Terremoto de 2016, Sosa acusó al gobierno central de Rafael Correa de excluir a Esmeraldas de la reconstrucción a la vez que debía $14,6 millones a la prefectura.
En el 2017, se opone a la propuesta de que el sector rural elija a los prefectos indicando que es inconstitucional y afecta al presupuesto de las prefecturas lo que se volvería un prejuicio al sector rural. Con los incidentes en la frontera ecuatoriana con la disidencia de las FARC, indicó que había pedido al régimen de Correa mayor vigilancia de la frontera mediante un monitoreo de la zona norte con un helicóptero pero no fue aplicada esta idea por el gobierno.
A finales de 2018 renunció al cargo para participar como candidata a la alcaldía de Esmeraldas.

### Alcaldía de Esmeraldas
Tras su victoria en las elecciones de 2019 ante el entonces alcalde Lenin Lara, asume el cargo el 14 de mayo como la primera alcaldesa de la historia de la ciudad. Durante el inicio de su alcaldía declaró empezaría su gestión desde cero, anunciando una minga, ante los problemas del servicio de recolección de basura; la reconstrucción del edificio municipal y el parque 20 de Marzo; la construcción del mercado del sur, de una nueva vía de ingreso por el basurero, y los 1,5 kilómetros de ampliación del malecón hacia el terminal de Balao.
En agosto declara su oposición a la concesión de la Refinería de Esmeraldas y durante las protestas de octubre anunció que su administración no hará ningún aumento en los peajes del transporte cantonal.  Anteriormente había realizado convenios con la Pontificia Universidad Católica del Ecuador para el desarrollo de distintas actividades, como es el caso del proyecto del Parque Agroindustrial.
Con la pandemia del coronavirus, se activa el Comité de Operaciones Emergencia (COE) Cantonal el 2 de marzo y se cierra la frontera del cantón a partir del inicio de la cuarentena y luego comenzara a exigir la reapertura del antiguo Hospital Delfina Torres, cerrado en el gobierno de Rafael Correa, siendo esto evaluado por el Ministerio de Salud Pública. Ante el inicio de la etapa de distanciamiento productivo, la administración de Sosa anuncia que no se cambiara el nivel de las restricciones hasta el fin de mes de mayo, denunciando el gobierno y empresarios no priorizan la vida de los seres humanos.